# Dominika Barabas
Dominika Barabas (ur. 28 lutego 1989 w Łodzi) – polska piosenkarka, kompozytorka, aranżerka i autorka tekstów piosenek. W swoim dorobku ma cztery autorskie albumy – Cień (2009), Zbiór Porannych Bzdur (2013) oraz Rustykalny Cyrk (2016), Psia mać (2022).

## Życiorys
Swoją edukację muzyczną rozpoczęła od klasy skrzypiec w 1995 r., w Szkole Muzycznej I stopnia im. Karola Szymanowskiego w Bystrzycy Kłodzkiej. Naukę na tym instrumencie, oraz dodatkowo na fortepianie, kontynuowała do uzyskania dyplomu ukończenia Ogólnokształcącej Szkoły Muzycznej II stopnia im. Karola Szymanowskiego w Katowicach.
Zadebiutowała w 2008 r. Sukces przyniósł pierwszy kontrakt płytowy – w 2009 r. (ukazała się na rynku autorska płyta Cień, oraz kompilacja W stronę Krainy Łagodności, Vol.1 zawierająca piosenkę „A gdyby Bóg”).
W 2011 r. ukazał się singiel „Zbiór porannych bzdur”, zapowiadający kolejny długogrający autorski album.
W 2012 r. pojawiły się na rynku trzy kompilacje płytowe zawierające piosenki Barabas: Między ciszą a ciszą z utworem „Czarnomyślni”, Ballady i niuanse z piosenką „Ballada tramwajowa dla małej blondyneczki”, oraz „Pamiętajmy o Osieckiej” (wyd. MTJ Agencja Artystyczna) z utworem „Ja z podróży”.
W 2013 r. na rynek trafiła druga w pełni autorska płyta długogrająca, Zbiór porannych bzdur.
W 2014 r. wydany został autorski singiel „Idiotka”), kolejne dwie kompilacje: Mistrzowie Piosenki z piosenką „Dni, których nie znamy”, Muzyka Czterech Stron Świata z interpretacją „Ja z podróży”, oraz kolejne osiągnięcia festiwalowe, m.in. I Nagroda X Festiwalu „Stacja Kutno” w Kutnie, I miejsce XII Festiwalu Piosenki Aktorskiej „Reflektor” w Koszalinie.
W 2015 roku wydana została kompilacja Agnieszka Osiecka zaśpiewana, a na niej znalazło się wykonanie piosenki „Ja z podróży”.

## Osiągnięcia
- I miejsce na Spotkaniach z Muzyką i Poezją w Obornikach Śląskich (2008)
- I miejsce na XXXV Ogólnopolskich Spotkaniach Zamkowych „Śpiewajmy Poezję” w Olsztynie (2008)
- II miejsce, Nagroda Publiczności, oraz Nagroda Specjalna na I Festiwalu Piosenki Innej w Lubawie (2008)
- I miejsce, oraz Statuetka „Aniołka” im. Agaty Budzyńskiej na XIII Ogólnopolskie Spotkania z Piosenką Autorską „Oranżeria”[12]
- Nagroda Główna, Nagroda za Piosenkę Autorską, oraz Wyróżnienie Byłych Laureatów Spotkań na „XX Biłgorajskich Spotkaniach z Poezją Śpiewaną i Piosenką Autorską” (2008)[13]
- I miejsce na 9 Ogólnopolskim Przeglądzie Piosenki Poetyckiej w Oleśnie (2008)
- I miejsce, nagroda im. Wojciecha Bellona[14], oraz Nagroda Dziennikarzy na 44 Studenckim Festiwalu Piosenki w Krakowie (2008)
- Grand Prix IX Ogólnopolskiego Konkursu Poezji Śpiewanej „Poetycka Stajnia” w Dzierżoniowie (2008)
- Grand Prix 30. Ogólnopolskiego Przeglądu Piosenki Turystycznej i Poetyckiej „Piostur Gorol Song” w Andrychowie (2008)[15]
- Grand Prix im. Jonasza Kofty 26. Międzynarodowego Festiwalu Bardów OPPA w Warszawie (2008)[16]
- I miejsce na XIII Ogólnopolskim Festiwalu Piosenki Artystycznej w Rybniku (2009)[17]
- Nagroda Główna w konkursie XXXVIII Ogólnopolskich Spotkań Zamkowych „Śpiewajmy Poezję” w Olsztynie w 2011 roku
- I miejsce w XV edycji Konkursu „Pamiętajmy o Osieckiej” (2012)
- Grand Prix X Ogólnopolskich Spotkań Śpiewających Poezję RECITAL w Siedlcach (2012)[18]
- Nagroda Specjalna III Festiwalu Piosenki i Ballady Filmowej w Toruniu (2012)[19]
- Nagroda Dziennikarzy, Nagroda Publiczności, Nagroda Stowarzyszenia ZAIKS oraz Towarzystwa Polonica na 34. Przeglądzie Piosenki Aktorskiej we Wrocławiu (2013)[20]
- Laureatka I edycji konkursu „Kawałek Wrocławia” (2013)[21]
- I nagroda na I Festiwalu Twórczości Wojciecha Młynarskiego (2013)[22]
- Nagroda ZAiKS-u za popularyzację polskiej muzyki rozrywkowej (2022)[23]

## Dyskografia
| Rok  | Dane dot. albumu                                                                                                   |
| ---- | --- |
| 2009 | Cień - Wydany: 1 stycznia 2009 - Wydawca: Music Net - Format: CD, digital download                                 |
| 2013 | Zbiór porannych bzdur - Wydany: 12 listopada 2013 - Wydawca: Universal Music Polska - Format: CD, digital download |
| 2016 | Rustykalny Cyrk - Wydany: 20 maja 2016 - Wydawca: Agencja Muzyczna Polskiego Radia - Format: CD, digital download  |
| 2022 | Psia Mać - Wydany: 29 listopada 2022 - Wydanie własne - Format: CD, digital download                               |